# Seznam radioizotopů podle poločasu přeměny
Toto je seznam radioaktivních izotopů podle poločasu přeměny od nejkratšího po nejdelší. 

## 10−24sekundy
| izotop    | poločas přeměny 10−24 sekundy |
| --------- | ----------------------------- |
| vodík-7   | 23                            |
| vodík-5   | 80                            |
| vodík-4   | 139                           |
| dusík-10  | 200                           |
| vodík-6   | 290                           |
| lithium-5 | 324                           |
| lithium-4 | 325                           |
| bor-7     | 350                           |
| helium-5  | 760                           |

## 10−21sekundy
| izotop      | poločas přeměny 10−21 sekundy |
| ----------- | ----------------------------- |
| helium-10   | 1,52                          |
| lithium-10  | 2                             |
| uhlík-8     | 2                             |
| helium-7    | 3,040                         |
| beryllium-6 | 5                             |
| helium-9    | 7                             |
| bor-9       | 800                           |

## 10−18sekundy
| izotop       | poločas přeměny 10−18 sekundy |
| ------------ | ----------------------------- |
| beryllium-9m | 1,25                          |
| beryllium-8  | 81,9                          |

## 10−12sekundy
| izotop       | poločas přeměny 10−12 sekundy |
| ------------ | ----------------------------- |
| bor-16       | 190                           |
| beryllium-13 | 500                           |

## 10−9sekundy
| izotop       | poločas přeměny 10−9 sekundy |
| ------------ | ---------------------------- |
| lithium-12   | 10                           |
| bor-18       | 26                           |
| uhlík-21     | 30                           |
| beryllium-15 | 200                          |
| beryllium-16 | 200                          |
| polonium-212 | 299                          |

## 10−6sekundy
| izotop            | poločas přeměny 10−6 sekundy |
| ----------------- | ---------------------------- |
| darmstadtium-267  | 3                            |
| nobelium-250      | 5,7                          |
| rutherfordium-254 | 23                           |
| darmstadtium-270  | 160                          |
| polonium-214      | 164                          |
| darmstadtium-273  | 170                          |
| darmstadtium-269  | 230                          |
| kopernicium-277   | 240                          |
| nihonium-278      | 340                          |
| fermium-258       | 370                          |
| hassium-264       | 540                          |
| fermium-241       | 730                          |
| hassium-263       | 760                          |
| fermium-242       | 800                          |
| oganesson-294     | 890                          |

## 10−3sekundy
| izotop         | poločas přeměny 10−3 sekundy |
| -------------- | ---------------------------- |
| hassium-265    | 2                            |
| bor-19         | 2,92                         |
| meitnerium-266 | 3,4                          |
| bor-17         | 5,08                         |
| uhlík-22       | 6,2                          |
| lithium-11     | 8,59                         |
| bor-15         | 9,87                         |
| bor-14         | 12,5                         |
| uhlík-20       | 16                           |
| bor-13         | 17,33                        |
| bor-12         | 20,2                         |
| beryllium-12   | 21,49                        |
| uhlík-19       | 46,2                         |
| uhlík-18       | 92                           |
| bohrium-262    | 102                          |
| helium-8       | 119                          |
| uhlík-9        | 126,5                        |
| lithium-9      | 178,3                        |
| uhlík-17       | 193                          |
| uhlík-16       | 747                          |
| bor-8          | 770                          |
| helium-6       | 806,7                        |
| lithium-8      | 839,9                        |

## 100sekund
| izotop            | poločas přeměny sekund | poločas přeměny sekund |
| ----------------- | ---------------------- | ---------------------- |
| uhlík-15          | 2,449                  | 2,449                  |
| flerovium-289     | 2,6                    | 2,6                    |
| beryllium-14      | 4,84                   | 4,84                   |
| beryllium-11      | 13,81                  | 13,81                  |
| uhlík-10          | 19,29                  | 19,29                  |
| dubnium-261       | 27                     | 27                     |
| seaborgium-266    | 30                     | 30                     |
| dubnium-262       | 34                     | 34                     |
|                   | minut                  | sekund                 |
| rutherfordium-261 | 1,35                   | 81                     |
| nobelium-253      | 1,62                   | 97                     |
| kyslík-15         | 2,0373                 | 122,24                 |

## 103sekund
| izotop          | poločas přeměny | poločas přeměny |
| izotop          | minut           | 103 sekund      |
| --------------- | --------------- | --------------- |
| uhlík-11        | 20,334          | 1,2200          |
| nobelium-259    | 58              | 3,5             |
|                 | hodin           | 103 sekund      |
| fluor-18        | 1,8295          | 6,586           |
| mendelevium-257 | 5,52            | 19,9            |
| erbium-165      | 10,36           | 37,3            |
| sodík-24        | 14,96           | 53,9            |
|                 | dnů             | 103 sekund      |
| fermium-252     | 1,058           | 91,4            |
| erbium-160      | 1,191           | 102,9           |
| fermium-253     | 3               | 260             |
| radon-222       | 3,8235          | 330,35          |
| mangan-52       | 5,591           | 483,1           |
| jod-131         | 8,02            | 693             |
| thulium-167     | 9,25            | 799             |

## 106sekund
| izotop          | poločas přeměny | poločas přeměny |
| izotop          | dnů             | 106 sekund      |
| --------------- | --------------- | --------------- |
| fosfor-32       | 14,29           | 1,235           |
| vanad-48        | 15,9735         | 1,38011         |
| kalifornium-253 | 17,81           | 1,539           |
| chrom-51        | 27,7025         | 2,39350         |
| mendelevium-258 | 51,5            | 4,45            |
| beryllium-7     | 53,12           | 4,590           |
| kalifornium-254 | 60,5            | 5,23            |
| kobalt-56       | 77,27           | 6,676           |
| skandium-46     | 83,79           | 7,239           |
| síra-35         | 87,32           | 7,544           |
| thulium-168     | 93,1            | 8,04            |
| fermium-257     | 100,5           | 8,68            |
| thulium-170     | 128,6           | 11,11           |
| polonium-210    | 138             | 11,9            |
| kobalt-57       | 271,79          | 23,483          |
| vanad-49        | 330             | 29              |
| kalifornium-248 | 333,5           | 28,81           |
|                 | let             | 106 sekund      |
| ruthenium-106   | 1,023           | 32,3            |
| neptunium-235   | 1,084           | 34,2            |
| kadmium-109     | 1,267           | 40,0            |
| thulium-171     | 1,92            | 61              |
| cesium-134      | 2,0652          | 65,17           |
| sodík-22        | 2,602           | 82,1            |
| rhodium-101     | 3,3             | 100             |
| kobalt-60       | 5,2714          | 166,35          |
| vodík-3         | 12,32           | 389             |
| kalifornium-250 | 13,08           | 413             |
| stroncium-90    | 28,79           | 909             |
| curium-243      | 29,1            | 920             |
| cesium-137      | 30,17           | 952             |

## 109sekund
| izotop          | poločas přeměny | poločas přeměny |
| izotop          | let             | 109 sekund      |
| --------------- | --------------- | --------------- |
| titan-44        | 63              | 2,0             |
| uran-232        | 68,9            | 2,17            |
| plutonium-238   | 87,7            | 2,77            |
| samarium-151    | 96,6            | 3,05            |
| nikl-63         | 100,1           | 3,16            |
| křemík-32       | 170             | 5,4             |
| argon-39        | 269             | 8,5             |
| kalifornium-249 | 351             | 11,1            |
| stříbro-108     | 418             | 13,2            |
| americium-241   | 432,2           | 13,64           |
| niob-91         | 680             | 21              |
| kalifornium-251 | 898             | 28,3            |
| berkelium-247   | 1 380           | 44              |
| radium-226      | 1 600           | 50              |
| molybden-93     | 4 000           | 130             |
| holmium-153     | 4 570           | 144             |
| curium-246      | 4 730           | 149             |
| uhlík-14        | 5 730           | 181             |
| plutonium-240   | 6 563           | 207,1           |
| thorium-229     | 7 340           | 232             |
| americium-243   | 7 370           | 233             |
| curium-245      | 8 500           | 270             |
| curium-250      | 9 000           | 280             |
| niob-94         | 20 300          | 640             |
| plutonium-239   | 24 110          | 761             |

## 1012sekund
| izotop           | poločas přeměny | poločas přeměny |
| izotop           | 103 let         | 1012 sekund     |
| ---------------- | --------------- | --------------- |
| protaktinium-231 | 32,76           | 1,034           |
| olovo-202        | 52,5            | 1,66            |
| lanthan-137      | 60              | 1,9             |
| thorium-230      | 75,38           | 2,379           |
| nikl-59          | 76              | 2,4             |
| vápník-41        | 103             | 3,3             |
| neptunium-236    | 154             | 4,9             |
| uran-233         | 159,2           | 5,02            |
| technecium-99    | 211,1           | 6,66            |
| krypton-81       | 229             | 7,2             |
| cín-126          | 230             | 7,3             |
| uran-234         | 245,5           | 7,75            |
| plutonium-242    | 272,3           | 8,59            |
| chlor-36         | 301             | 9,5             |
| curium-248       | 340             | 11              |
| bismut-208       | 368             | 11,6            |
| hliník-26        | 717             | 22,6            |
|                  | 106 let         | 1012 sekund     |
| selen-79         | 1,13            | 36              |
| železo-60        | 1,5             | 47              |
| beryllium-10     | 1,36            | 43              |
| zirkonium-93     | 1,53            | 48              |
| gadolinium-150   | 1,79            | 56              |
| neptunium-237    | 2,144           | 67,7            |
| cesium-135       | 2,3             | 73              |
| technecium-97    | 2,6             | 82              |
| dysprosium-154   | 3               | 95              |
| mangan-53        | 3,7             | 120             |
| technecium-98    | 4,2             | 130             |
| palladium-107    | 6,5             | 210             |
| hafnium-182      | 9               | 280             |
| olovo-205        | 15,3            | 480             |
| curium-247       | 15,6            | 490             |
| jod-129          | 15,7            | 500             |
| uranium-236      | 23,42           | 739             |

## 1015sekund
| izotop        | poločas přeměny | poločas přeměny |
| izotop        | 106 let         | 1015 sekund     |
| ------------- | --------------- | --------------- |
| niob-92       | 34,7            | 1,10            |
| plutonium-244 | 80              | 2,5             |
| samarium-146  | 103,5           | 3,27            |
| uran-235      | 703,8           | 22,21           |
|               | 109 let         | 1015 sekund     |
| draslík-40    | 1,277           | 40,3            |
| uran-238      | 4,468           | 141,0           |
| thorium-232   | 14,056          | 443,6           |

## 1018sekund
| izotop       | poločas přeměny | poločas přeměny |
| izotop       | 109 let         | 1018 sekund     |
| ------------ | --------------- | --------------- |
| lutecium-176 | 38,5            | 1,21            |
| rhenium-187  | 41,2 ± 0,2      | 1,3002 ± 0,0063 |
| rubidium-87  | 49,23           | 1,554           |
| lanthan-138  | 102             | 3,2             |
| samarium-147 | 106             | 3,3             |
| platina-190  | 650 ± 30        | 20,51 ± 0,95    |

## 1021sekund
| izotop         | poločas přeměny | poločas přeměny |
| izotop         | 1012 let        | 1021 sekund     |
| -------------- | --------------- | --------------- |
| gadolinium-152 | 108             | 3,4             |
| indium-115     | 441             | 13,9            |
|                | 1015 let        | 1021 sekund     |
| hafnium-174    | 2,0             | 63              |
| osmium-186     | 2,0             | 63              |
| neodym-144     | 2,29            | 72              |
| samarium-148   | 7               | 220             |
| kadmium-113    | 7,7             | 240             |

## 1024sekund
| izotop       | poločas přeměny | poločas přeměny |
| izotop       | 1015 let        | 1024 sekund     |
| ------------ | --------------- | --------------- |
| vanad-50     | 140 ± 40        | 4,4 ± 1,3       |
|              | 1018 let        | 1024 sekund     |
| wolfram-180  | 1,8 ± 0,2       | 56,8 ± 6,3      |
| europium-151 | 5               | 160             |
| neodym-150   | 6,7             | 210             |
| molybden-100 | 8,5             | 270             |
| bismut-209   | 19 ± 2          | 600 ± 63        |
| zirkonium-96 | 20              | 630             |
| kadmium-116  | 31 ± 4          | 980 ± 130       |

## 1027sekund
| izotop       | poločas přeměny | poločas přeměny |
| izotop       | 1018 let        | 1027 sekund     |
| ------------ | --------------- | --------------- |
| vápník-48    | 43              | 1,4             |
| selen-82     | 97              | 3,1             |
| tellur-130   | 790             | 25              |
|              | 1021 let        | 1027 sekund     |
| baryum-130   | 1,6             | 50              |
| germanium-76 | 1,8             | 57              |
| xenon-136    | 2,38            | 75              |

## 1030sekund
| izotop     | poločas přeměny | poločas přeměny |
| izotop     | 1024 let        | 1030 sekund     |
| ---------- | --------------- | --------------- |
| tellur-128 | 2,2 ± 0,3       | 69,4 ± 9,5      |

Poločas přeměny Telluru-128 je více než 159 miliard krát delší než doba existence vesmíru.